# Albin Stanisławski
Albin Stanisławski (ur. 17 lutego?/1 marca 1908 w Pińsku, zm. 20–22 kwietnia 1940 w Katyniu) – porucznik saperów Wojska Polskiego, ofiara zbrodni katyńskiej.

## Życiorys
Był synem Jana, kolejarza pochodzącego z Żarnowca (woj. kieleckie) i Marii z Jaklewiczów urodzonej w Kazimierzy Wielkiej. Rodzina była wyznania rzymskokatolickiego, mieszkała w Pińsku przy ul. Poleskiej 57.
Wybuch I wojny światowej spowodował przeniesienie się Stanisławskich do Kazimierzy Wielkiej. Ponowny powrót na kresy nastąpił po odzyskaniu niepodległości i zwycięskiej wojnie 1920 r. Stanisławscy zamieszkali na stałe w Brześciu, gdzie ojciec otrzymał posadę na kolei. Albin Stanisławski ukończył tu Gimnazjum Państwowe im. Romualda Traugutta i Szkołę Średnią Techniczną, uzyskując w 1928 roku tytuł technika mechanika. Przeszedł także szkolenie w ramach przysposobienia wojskowego 2. stopnia w 82 pułku piechoty.
29 października 1928 roku został powołany do Szkoły Podchorążych Rezerwy Piechoty Nr 9A w Łukowie. 26 października 1928 roku złożył przysięgę. 10 grudnia 1928 roku został mianowany starszym szeregowcem podchorążym, 2 lutego 1929 roku – kapralem podchorążym, a 17 maja 1929 roku – plutonowym podchorążym. 22 maja 1929 roku został przeniesiony do 82 pułku piechoty i przydzielony do 3 kompanii ckm. 20 września 1929 roku zwolniony został do rezerwy w stopniu plutonowego podchorążego.
Pracę zarobkową podjął jako konstruktor w Fabryce Maszyn i Narzędzi Wiertniczych w Gliniku Mariampolskim (obecnie dzielnica Gorlic). W 1931 roku pracował w Warsztatach Portowych Marynarki Wojennej w Pińsku. Następnie został zawiadowcą parowozowni w Pińsku.
W 1931 roku podczas ćwiczeń rezerwy w 82 pp awansowany na stopień sierżanta podchorążego. Z dniem 1 stycznia 1934 roku awansował na podporucznika rezerwy. 28 kwietnia 1937 roku zwrócił się z prośbą o przyjęcie do służby stałej w korpusie oficerów saperów. Prośba została rozpatrzona pozytywnie i w stopniu podporucznika został przydzielony do 6 batalionu saperów w Brześciu nad Bugiem, gdzie objął stanowisko zastępcy komendanta parku saperów. W opinii z października 1938 roku scharakteryzowany został przez dowódcę 6 bsap, podpułkownika Emila Strumińskiego jako „bardzo dobry oficer – typ bojowy”.
W 1939 roku został wyznaczony na stanowisko zarządcy Składnicy Saperskiej Nr 9 w Brześciu nad Bugiem. Na tym stanowisku zastała go wojna. Po agresji ZSRR na Polskę z 17 września 1939 dostał się do niewoli sowieckiej. Według stanu z grudnia 1939 był jeńcem obozu w Kozielsku. Między 19 a 21 kwietnia 1940 przekazany do dyspozycji naczelnika Zarządu NKWD Obwodu Smoleńskiego – lista wywózkowa nr 035/1 z 16 kwietnia 1940. Został zamordowany między 20 a 22 kwietnia 1940 w lesie katyńskim przez funkcjonariuszy Obwodowego Zarządu NKWD w Smoleńsku oraz pracowników NKWD przybyłych z Moskwy na mocy decyzji Biura Politycznego KC WKP(b) z 5 marca 1940. Ofiary tej zbrodni grzebano w bezimiennych mogiłach zbiorowych, gdzie od 28 lipca 2000 mieści się oficjalnie Polski Cmentarz Wojenny w Katyniu. W miejscu tym prowadzone były ekshumacje i prace archeologiczne. W 1943 jego ciało w mundurze zostało zidentyfikowane w toku ekshumacji nadzorowanych przez Niemców pod numerem 3245 (raport dzienny z 26 maja 1943). Przy jego szczątkach znaleziono: metrykę ślubu, list, odcinek pocztowy, kartę szczepień w Kozielsku, pocztówkę z nadawcą: Stanisława Stanisławska, Brześć Litewski, ul. 9 Lutego Nr. 39.. Figuruje na liście Komisji Technicznej PCK pod numerem 03245. W Archiwum Robla w pakiecie 03-02, wymieniony w niedatowanym spisie imiennym jeńców wojennych z „II Oddziału” obozu w Kozielsku, w zeszycie znalezionym przy zwłokach Łukasza Zwierkowskiego.
Minister Obrony Narodowej decyzją Nr 439/MON z 5 października 2007 awansował go pośmiertnie na stopień kapitana. Awans został ogłoszony 9 listopada 2007 w Warszawie, w trakcie uroczystości „Katyń Pamiętamy – Uczcijmy Pamięć Bohaterów”.

### Życie prywatne
Pozostawił syna Bogusława (ur. w 1934), córkę i żonę Stanisławę, która wraz z dziećmi została zesłana do Kazachstanu. Córka nie przeżyła trudów zesłania. Po wojnie jego żona wraz z synem zamieszkali w Siedlcach.

## Upamiętnienie
Uczczony przez żołnierzy 7 Okręgowej Składnicy Sprzętu Inżynieryjnego i Materiałów Wybuchowych tabliczką pamiątkową w kościele parafii św. Jadwigi Królowej w Choszcznie.